# 妙正寺 (久留米市)
妙正寺（みょうしょうじ）は、福岡県久留米市寺町にある日蓮宗の寺院。号は十如院荘厳山。旧本山は京都頂妙寺、達師法縁。境内には久留米つつじで知られる坂本元蔵の墓所がある。

## 歴史
- 元和7年（1621年）有馬豊氏の丹波福知山藩から筑後久留米藩への転封に伴い移転した。

## 境内
- 本堂　昭和5年（1930年）再建
- 清正公堂　安永5年（1776年）創建
- 山門

## 寺宝
- 三谷等悦（久留米藩御用絵師）筆『十六羅漢図』

## 旧末寺
日蓮宗は昭和16年（1941年）に本末を解体したため、現在では、旧本山、旧末寺と呼びならわしている。
- 霊亀山寂光寺（北九州市戸畑区沢見）
- 長久山常清寺（大川市大字酒見中原）

## 参考資料
- 日蓮宗寺院大鑑編集委員会『宗祖第七百遠忌記念出版 日蓮宗寺院大鑑』大本山池上本門寺 (1981年)

座標: 北緯33度19分4.1秒 東経130度31分14.8秒 / 北緯33.317806度 東経130.520778度